# Burni Pasir Putih (berg i Indonesien, lat 4,28, long 96,80)
Burni Pasir Putih är ett berg i Indonesien.   Det ligger i provinsen Aceh, i den västra delen av landet, 1 600 km nordväst om huvudstaden Jakarta. Toppen på Burni Pasir Putih är 2 466 meter över havet.
Terrängen runt Burni Pasir Putih är bergig åt sydväst, men åt nordost är den kuperad.Runt Burni Pasir Putih är det glesbefolkat, med 10 invånare per kvadratkilometer. Det finns inga samhällen i närheten. I omgivningarna runt Burni Pasir Putih växer i huvudsak städsegrön lövskog.